# Estadio Benito Villamarín
Estadio Benito Villamarín (pronunție în spaniolă [esˈtaðjo βeˈnito βiʎamaˈɾin]) este un stadion de fotbal din Sevilla, Spania. El este stadionul de casă al clubului Real Betis.

## Istorie
Stadionul a fost deschis în 1929, și primul meci ținut pe el a avut-o ca participantă pe echipa națională de fotbal a Spaniei. Stadionul a găzduit două meciuri la Campionatul Mondial de Fotbal 1982.